# 弗里德貝格巴格湖

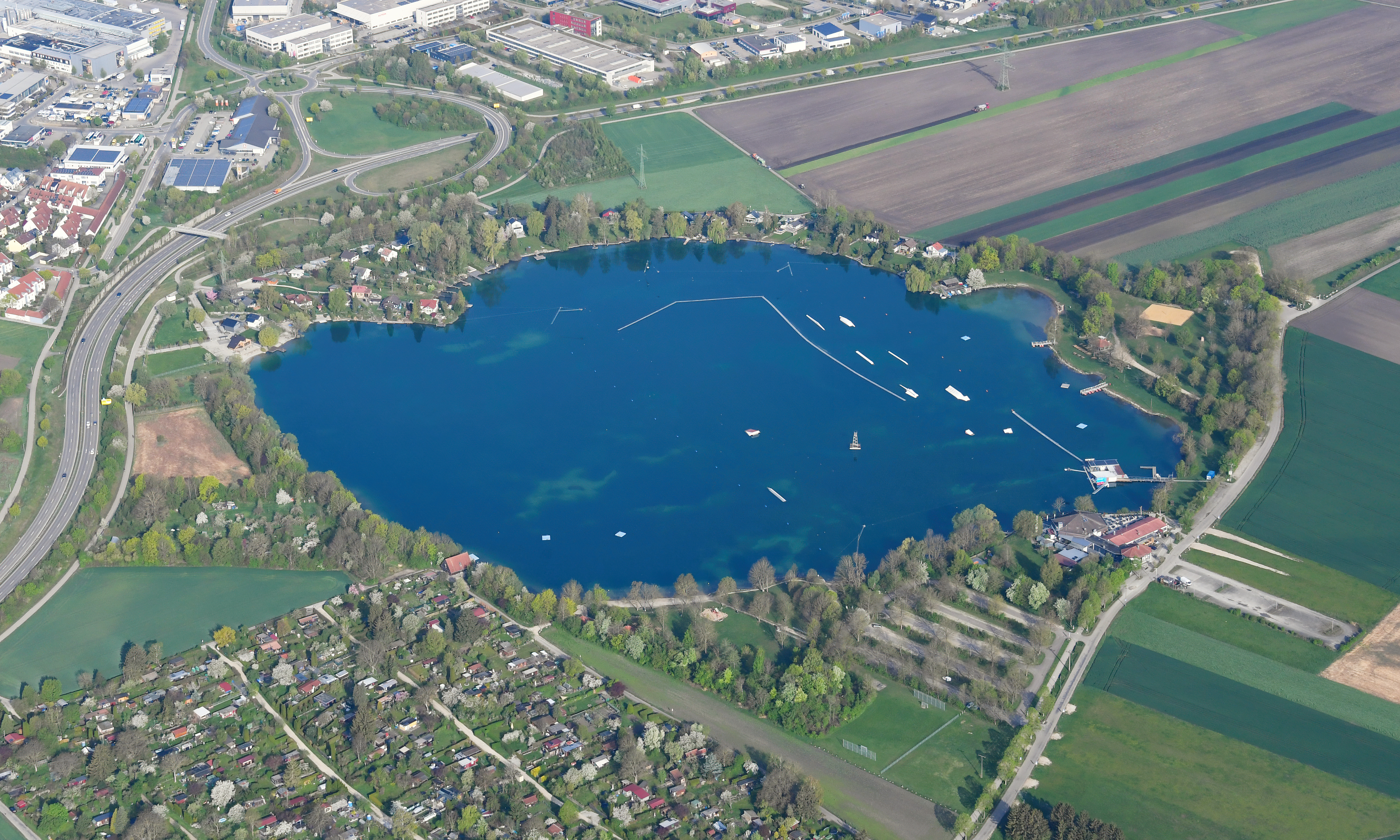

48°21′45.36″N 10°57′50.87″E / 48.3626000°N 10.9641306°E
弗里德貝格巴格湖（德語：Friedberger Baggersee）是德國的湖泊，位於該國東南部，由巴伐利亞負責管轄，處於施瓦本行政區，長0.5公里、寬0.4公里，面積0.18平方公里，海拔高度480米，最大水深15米。